# 神宮寺 (船橋市)

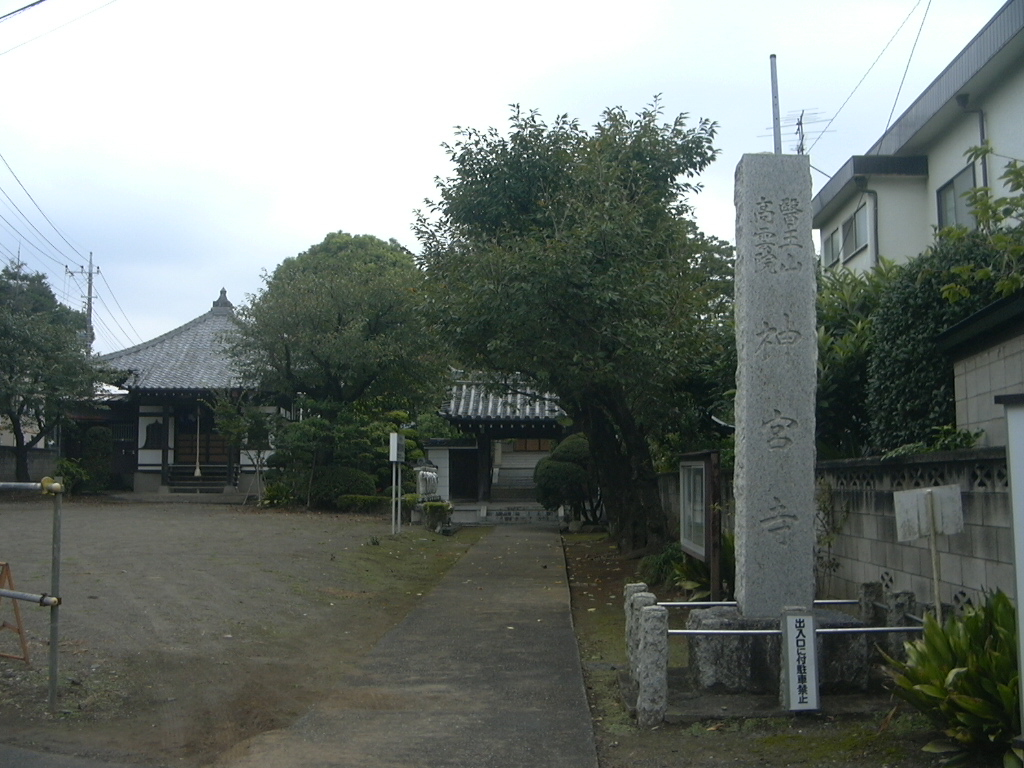
神宮寺山門

神宮寺（じんぐうじ）は千葉県船橋市三山にある真言宗豊山派の寺院。山号は醫王山（いおうざん）。江戸時代は隣接する二宮神社の別当寺であった。吉橋大師八十八ヶ所巡りの第13番札所でもある。

## 所在地
千葉県船橋市三山5-37-1

## 交通アクセス
- 津田沼駅（JR東日本総武本線）北口から
  - 京成バス（津02 二宮神社行）で終点「二宮神社」バス停下車 （乗車時間20分）
  - 船橋新京成バス（津08 二宮神社前行）で終点「二宮神社前」バス停下車 （乗車時間20分）
- 薬園台駅（京成松戸線）から
  - 徒歩（3分）で国道296号線の「薬園台駅入口」バス停から、船橋新京成バス（津08 二宮神社前行）で終点「二宮神社前」バス停下車 （乗車時間10分）
- 京成大久保駅（京成本線）から
  - 徒歩（7分）で「東邦大学前」バス停から、京成バス（津02 二宮神社行）で終点「二宮神社」バス停下車 （乗車時間6分）

京成大久保駅付近の京成バスは下り・上りで経路が異なる。下りの最寄りは「東邦大学前」バス停、上りの最寄りは「大久保十字路」バス停。